# Hazel Findlay
Hazel Findlay (1989) è un'alpinista britannica.
È stata la prima alpinista britannica a salire una via di grado E9 e la prima a salire una via di grado 8c / 5.14b. Ha scalato in libera El Capitán quattro volte su quattro vie diverse e ha effettuato molte prime salite femminili. La rivista Climbing le ha conferito il Golden Piton Award per l'arrampicata trad nel 2013.

## Biografia
Hazel Findlay è nata nel 1989, figlia dello scalatore Steve Findlay. Ha iniziato ad arrampicare sulle scogliere del mare del Pembrokeshire con suo padre quando aveva sette anni. È diventata sei volte campionessa nazionale junior di arrampicata su roccia, ma ha rinunciato all'arrampicata competitiva indoor a favore dell'arrampicata trad.  Si è laureata all'Università di Bristol, dove ha studiato filosofia. Vive a Sheffield.

## Ascensioni più importanti
Findlay ha effettuato la prima salita femminile di una via britannica di grado E9 con la sua salita nel giugno 2011 della via di Dave Birkett Once Upon a Time in the South West (E9 6c) a Dyer's Lookout nel Devon.
È la prima donna britannica a scalare in libera El Capitán nel Parco Nazionale di Yosemite, che ha fatto quattro volte: ha effettuato la prima salita femminile di Golden Gate nel 2011, la prima salita femminile di Pre-Muir Wall nel 2012, e una salita di Freerider in soli tre giorni nel 2013. Nel 2017 ha scalato in libera la Salathé Wall.
È stata la prima persona a scalare in libera Adder Crack (5.13a), a Squamish, British Columbia, nel 2012. Con Jack Geldard, ha effettuato la prima salita della parete anteriore dell'Aiguille de Saussure, una guglia nel massiccio del Monte Bianco, Chamonix, Francia, sempre nel 2012. Un elenco più completo delle salite di Hazel può essere trovato su theCrag.
Altre prime salite di vie trad di Findlay includono:
- Air Sweden (5.13b R) a Indian Creek, Utah, ad aprile 2010.[12]
- 69 (5.13b/c) a Squamish, alla fine del 2010.[13]
- San Simeon (E8) a Pembrokeshire, a maggio 2011.[14]
- The Doors (approx 5.13) a Cadarese, Italia, nel 2012.[15]
- Chicama (E9 6c) a Anglesey, all'inizio del 2013.[16]
- Prima salita di Tainted Love (5.13d R, 8b+, E9) a Squamish, nell'Aprile del 2018.[17][18]
- Magic Line (5.14c R, 8c+, E10) in Yosemite, il 26 novembre 2019.[18][19]
- Mission Impossible (E9 7a) a Gallt yr Ogof, Galles, il 22 settembre del 2020.[20]

Oltre all'arrampicata trad, Findlay ha anche scalato vie di arrampicata sportiva; in particolare:
- Nel 2014 ha scalato Fish Eye a Oliana, in Spagna, raggiungendo un livello di difficoltà di 8c / 5.14b. Sebbene non fosse una prima salita femminile (la via era stata salita nel 2010 da Daila Ojeda) è stato il livello più alto raggiunto da una alpinista britannica.[22][23]
- Nel 2017 ha scalato Mind Control (8c), sempre ad Oliana.[24]

## Premi e sponsorizzazioni
La rivista Climbing ha assegnato a Findlay il premio Golden Piton per l'arrampicata trad nel 2013, citando salite tra cui Chicama e Freerider .
È sponsorizzata a livello professionale da Black Diamond Equipment, La Sportiva, Beta Climbing Designs, Sterling Rope, Ellis Brigham, Yes Nurse e Mule Bar.